# Нове Село (Краків)
Нове Село Народне, Нова Весь Народова (пол. Nowa Wieś Narodowa , нім. Neudorf  ) — обшар Кракова, що входить до дільниці V Кроводжа.
Королівське Нове Село, розташоване в другій половині XVI століття в Прошовицькому повіті Краківського воєводства , належало до краківських органів управління .

## Заснування села
Близько 1200 року тут було село, яке входило до Краківського поділу. Подібно до Лобзова, це була платня війту і разом з ним була конфіскована для короля після повстання війта Альберта . Потім, у 1367 році, король Казимир Великий виключив його зі складу Лобзова і піддав німецькому праву, тому воно залишилося під адміністрацією краківських намісників. Село дожило до 16 століття, коли воно було включено до Лобзова. В селі було багато хат і господарств.

## Кінець села
Після приєднання до Лобзова Нове Село стала частиною Лобзова. В районі колишнього села були господарські угіддя та окремі будинки.

## Частина Лобзова
До 20 століття Нове Село була частиною Лобзова. У 1838–1854 роках воно перебувало під юрисдикцією міста Кракова, а в 1910 році воно було остаточно включено до нього як 15-й кадастровий округ .
Згідно з австрійським переписом 1900 року в Кракові на площі 92 гектари в 146 будинках проживало 2373 людини, з яких 2271 (95,7%) були католиками, 92 (3,9%) євреями, 3 (0,1%) були греко-католиками, 7 (0,3%) іншої релігії чи віросповідання, 2220 (93,6%) поляків і 11 (0,5%) німців .

## Частина Кракова
Після приєднання до Кракова в районі колишнього села збудовано 5 кам’яниць, численні вілли на проспекті Ґротгера, кам’яниці та будинки, квартальні будинки на вулиці Галла. У 1933–1938 роках церква св.Стефана. Під час Другої світової війни на його території було створено німецький район nur für Deutsche — «тільки для німців». На відміну від варшавського німецького кварталу в Кракові, окупанти так і не завершили повного витіснення поляків. До 1945 року в околицях початку та в середині вулиці Крулевської (під час німецької окупації вона називалася Reichstraße) було збудовано кілька десятків будинків, спроектованих за принципом Licht und Luft— «світло і повітря». Інші були закинуті на етапі фундаментів, котрі використовувалися за часів Польської Народної Республіки . Після Другої світової війни також були побудовані промислові будівлі (хмарочос Біпросталь) і комерційні будівлі. Навколо них були лише сільськогосподарські угіддя. У 1973 році воно стало частиною дільниці Кроводжа. З 1991 року Нове Село знаходиться у дільниці V Лобзов, яка у 2006 році перейменована на дільницю V Кроводжа.

## Галерея

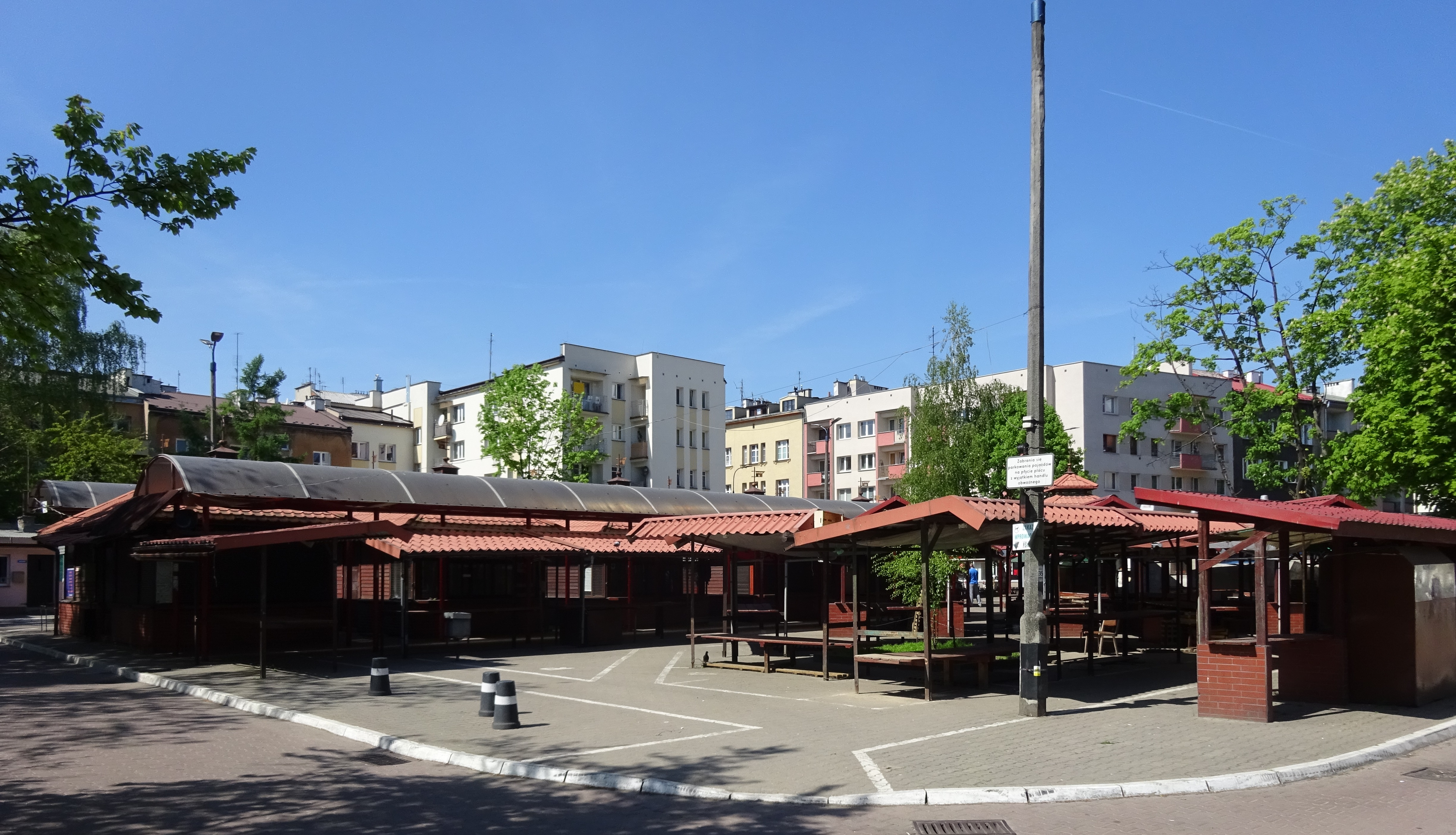
Площа Нововєйська (пол. Plac Nowowiejski)
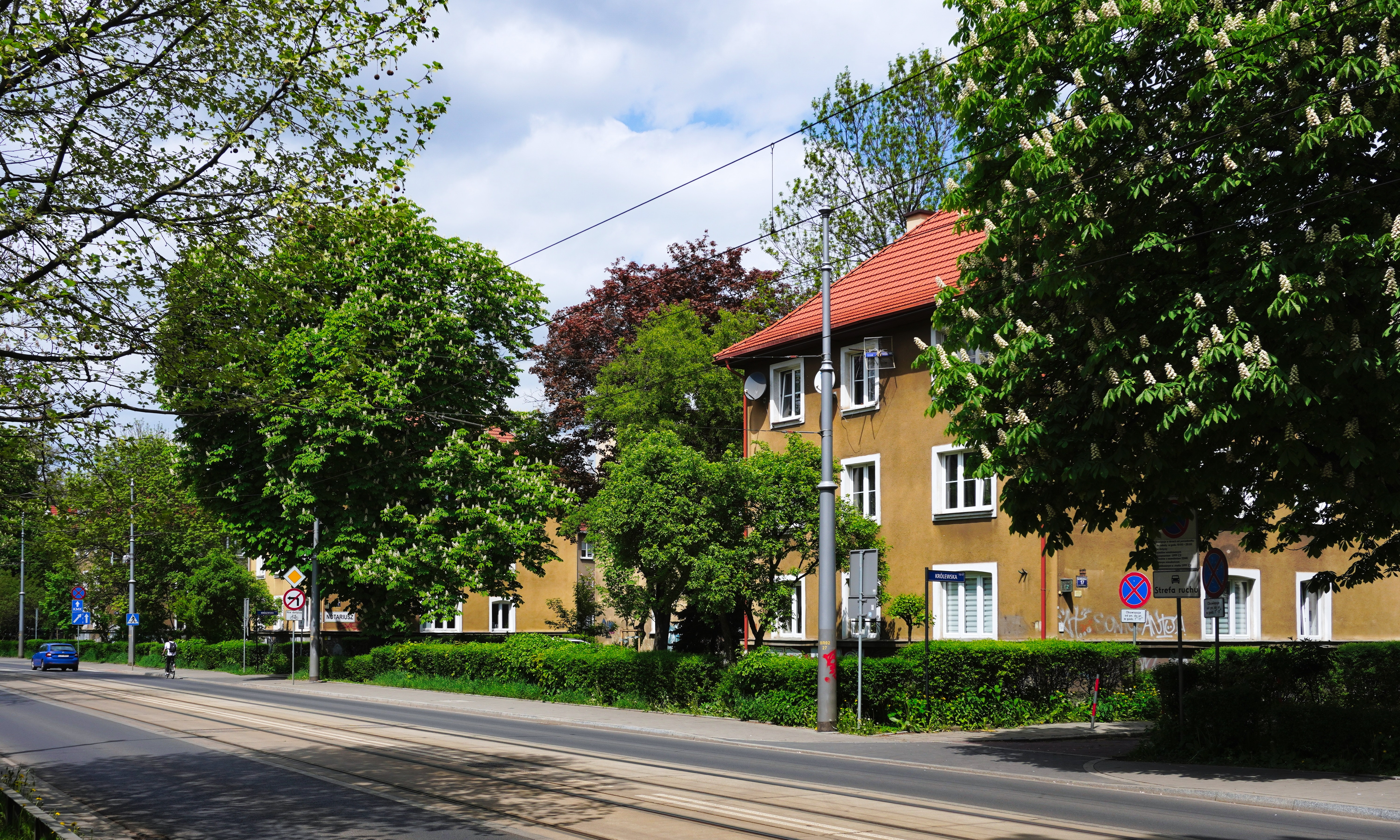
Садиба чиновників Генерального Губернатора на вулиці Крулевській
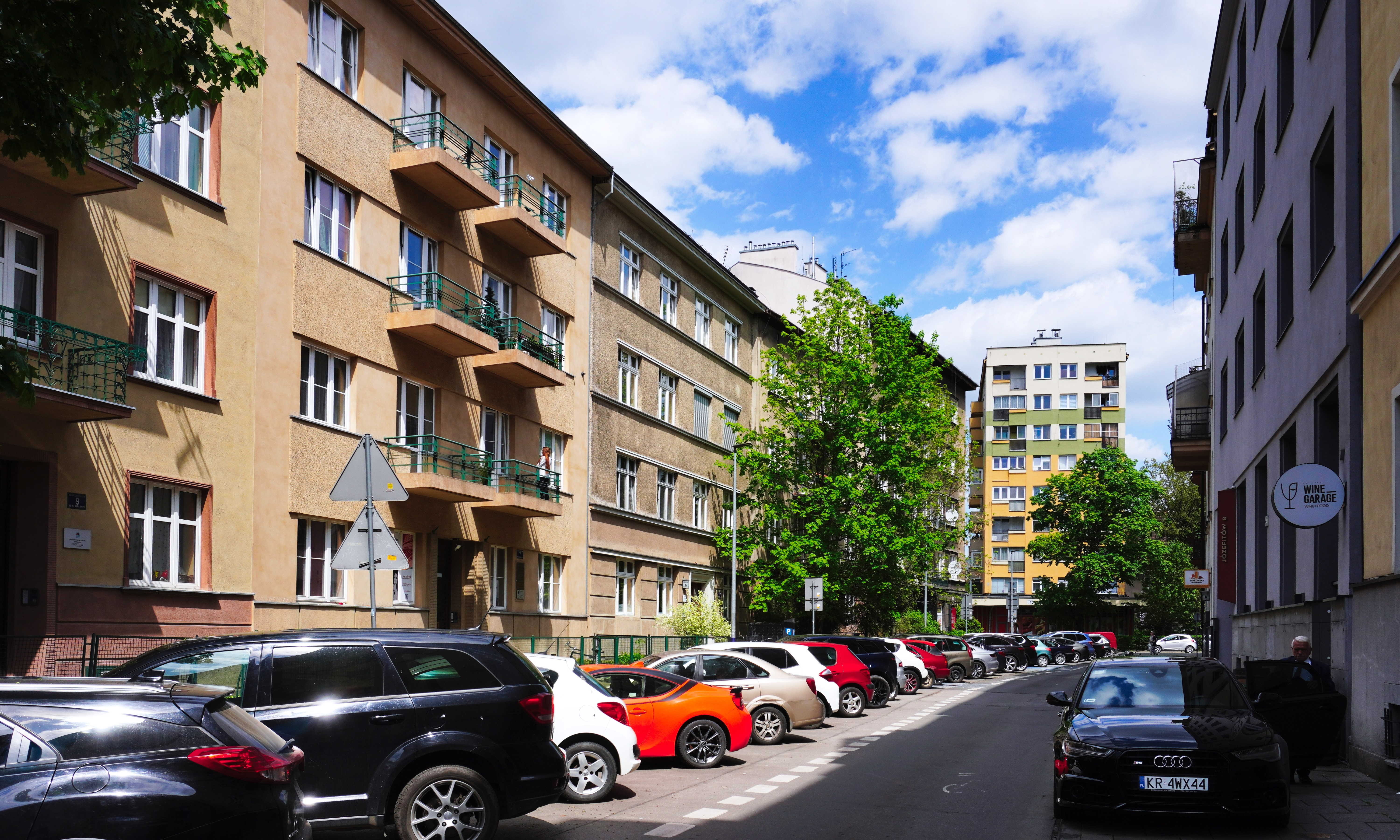
Вулиця Юзефітова
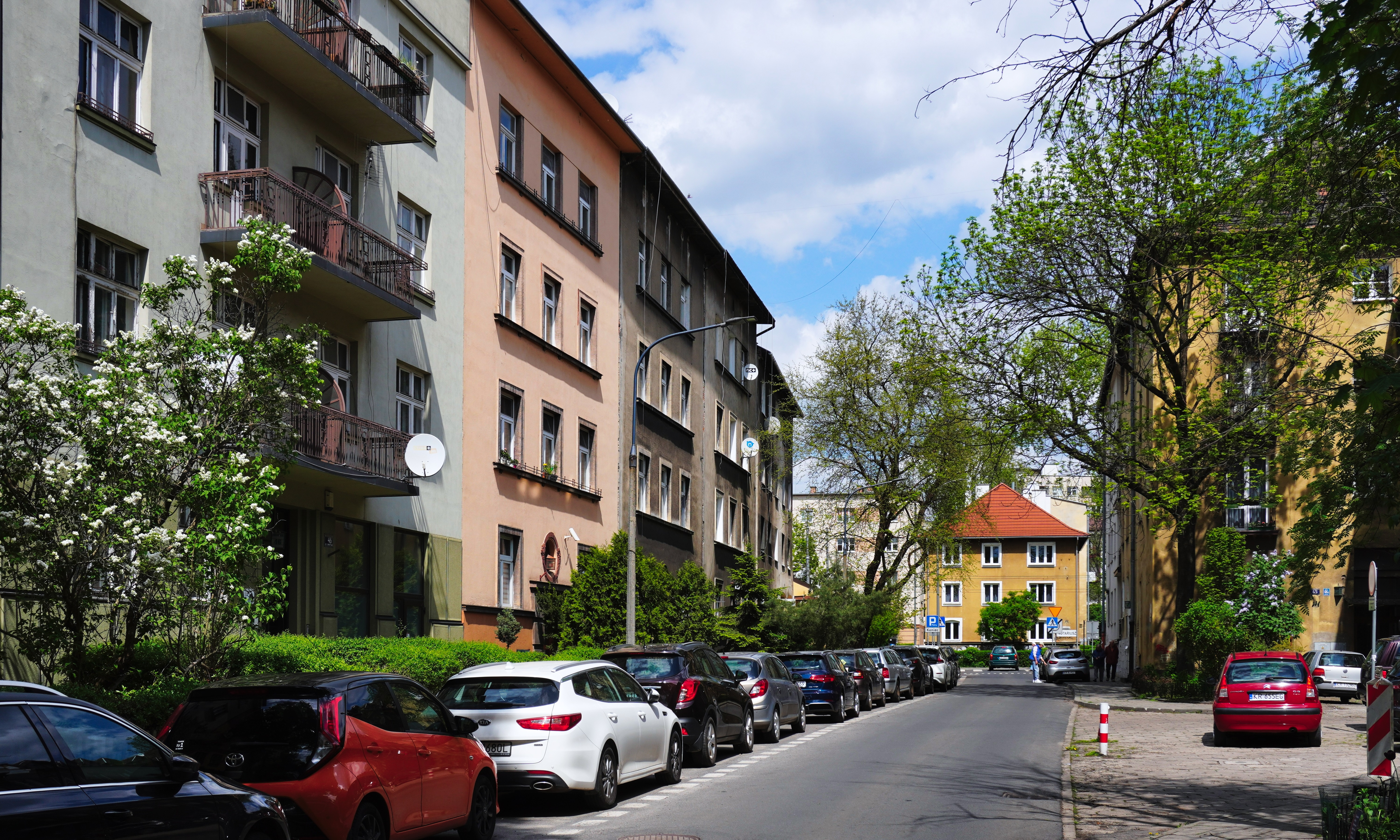
Вулиця Станіслава Конарського
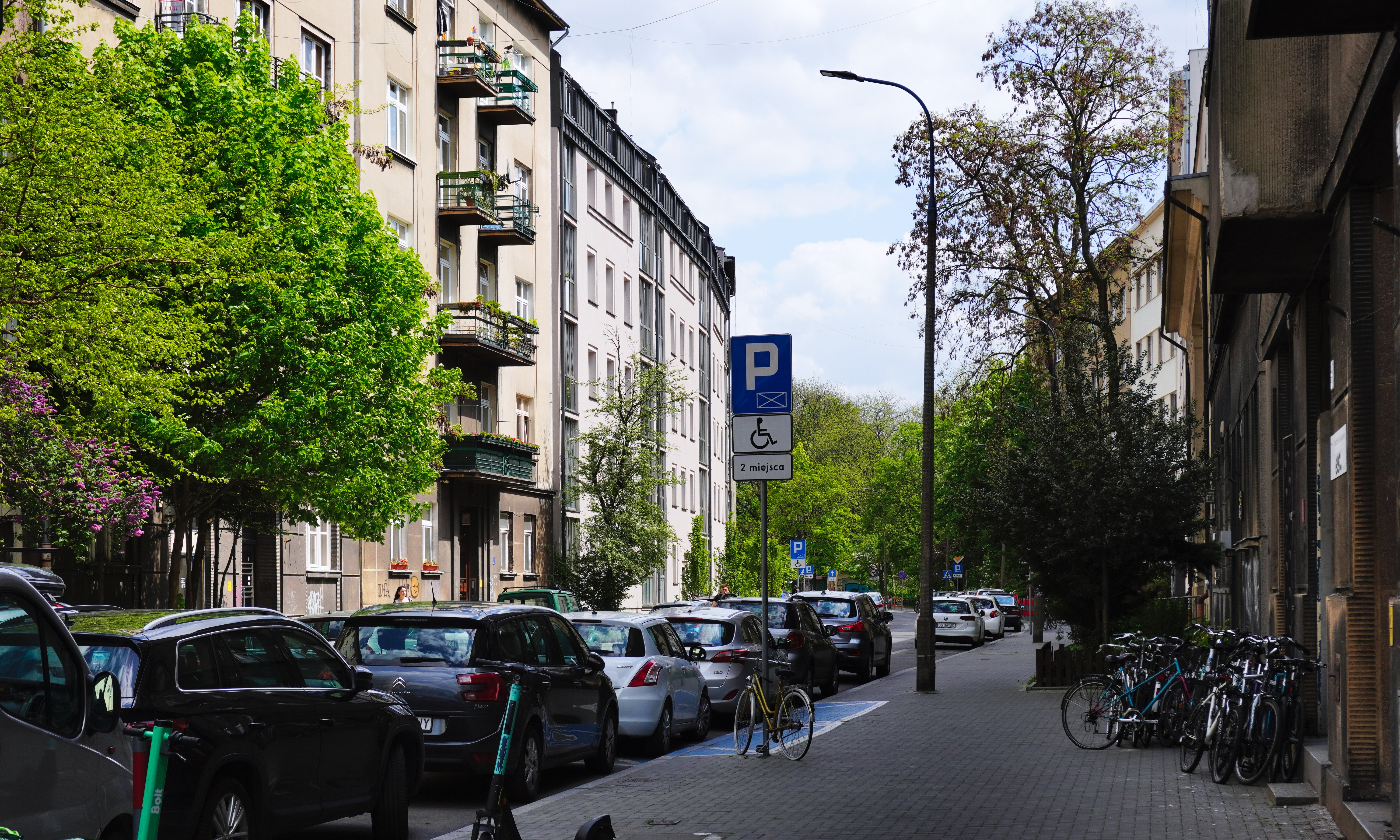
Вулиця Юліуша Леа
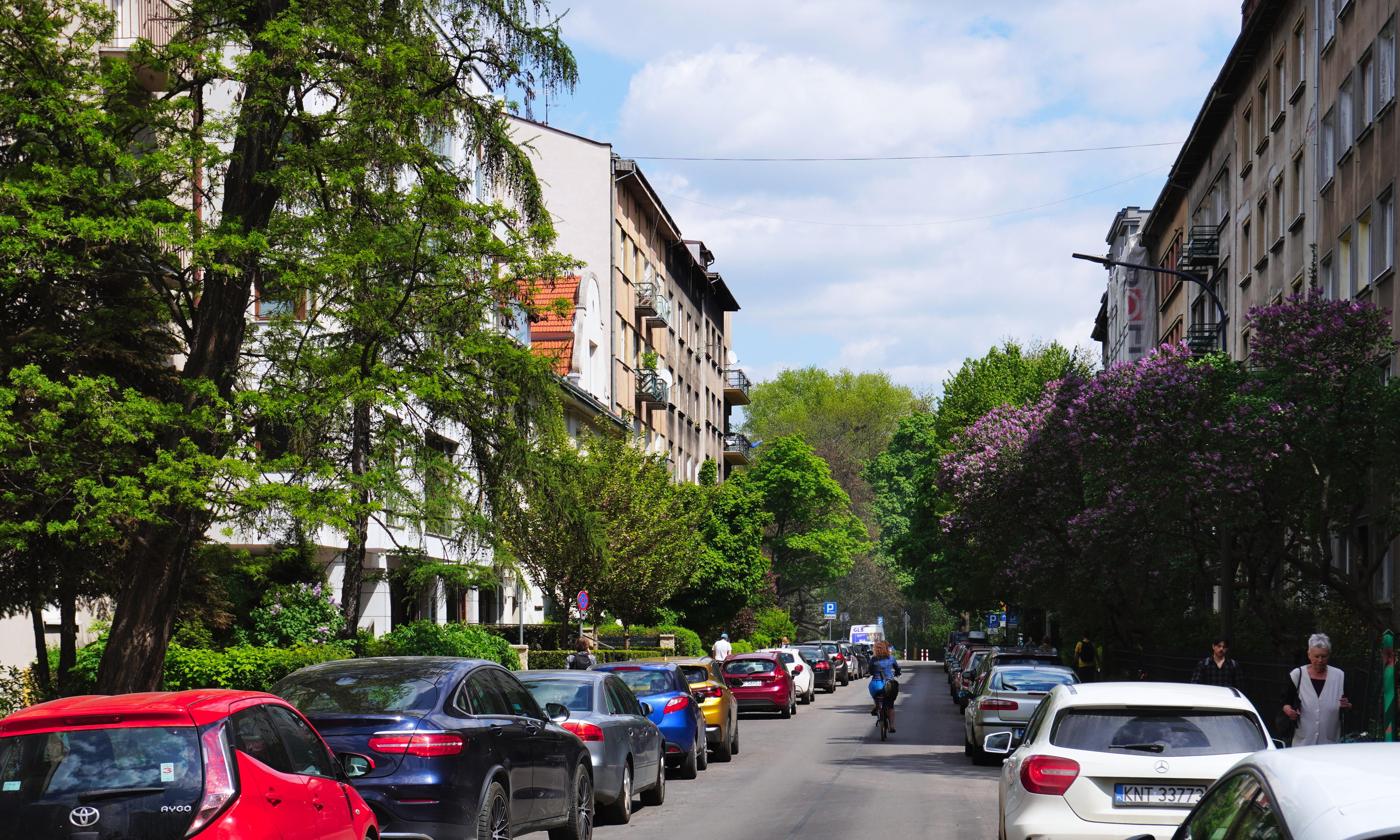
Вулиця Фредеріка Шопена
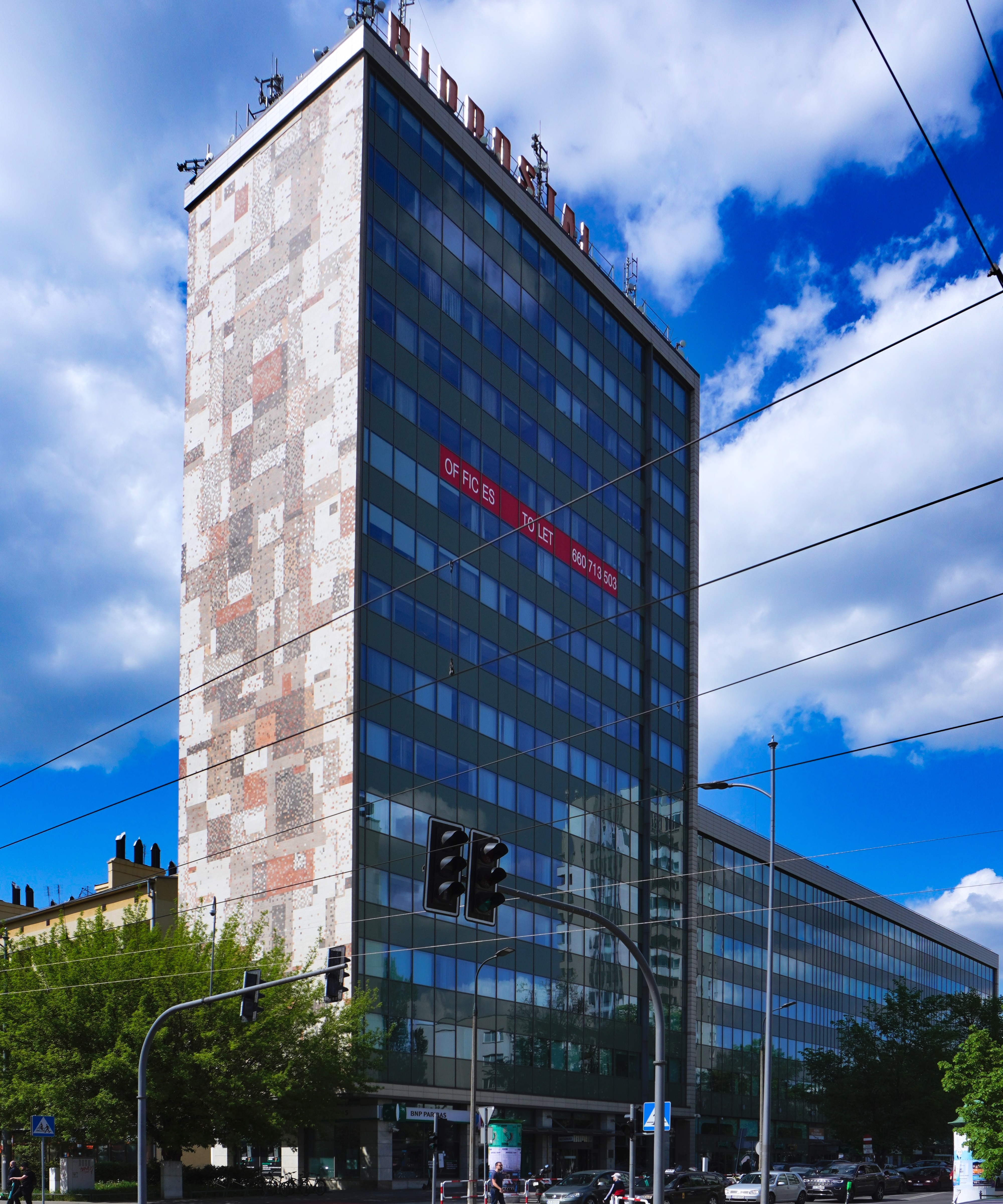
Біпростал